# Ейнар Торґерсен
Ейнар Торґерсен (норв. Einar Torgersen, 24 серпня 1886 — 9 вересня 1946) — норвезький яхтсмен.
Срібний призер Олімпійських Ігор 1920 року в класі 6 метрів (за правилами 1907 року).